# Ưu Đàm Hoa
Ưu Đàm Hoa (Hán văn : 優曇花) là bút danh một tác giả võ hiệp Việt Nam.

## Sinh bình
Theo một bài đính chính của Nhà sách Nhân Văn (Thành phố Hồ Chí Minh), tác giả Ưu Đàm Hoa có nguyên danh Phạm Công Lánh, sinh năm 1956 tại Sài Gòn, trú quán phường 05 quận 11 Thành phố Hồ Chí Minh.
Ưu Đàm Hoa tham dự văn đàn từ cuối thập niên 1980, trong thời kì phim và truyện võ hiệp phong cách Kim Dung, Cổ Long đang đà sôi động nhất. Ông chọn bút danh theo tên một loài hoa trong Phật tích (thực ra là nấm tỏa hương dịu và có màu đượm mắt), được cho chỉ nở 3 thiên niên kỉ 1 lần.
Mãi tới cuối thập niên 1990, vị thế Ưu Đàm Hoa mới ổn vững trong giới văn nghệ, tuy nhiên đời thực và cả tên tuổi ông vẫn là ẩn số với công chúng.
| “                                         | Vào tháng 08 năm 2010, nhà sách Nhân Văn có phát hành một tác phẩm của nhà văn Ưu Đàm Hoa là Bích Nhãn Thần Quân. Do sơ suất trong ấn loát, xác minh nguồn gốc nên có ghi Quý Long biên dịch trong trang lưu chiểu. Nay chúng tôi công bố đến bạn đọc xác nhận nhà văn Ưu Đàm Hoa là người Việt Nam tên thật là Phạm Công Lánh hiện ở tại Thành phố Hồ Chí Minh. Đồng thời chúng tôi cũng xin lỗi nhà văn về sơ suất, cũng những sai sót chữ nghĩa, câu cú trong tác phẩm. | ” |
| — Nhà sách Nhân Văn, Thư đính chính, 2010 | |   |

## Tác phẩm
Cho tới năm 2020, có khoảng 20 trứ tác Ưu Đàm Hoa được công bố, gồm đã hoàn thành và chưa nhuận sắc. Các tác phẩm đều ở thể loại tiểu thuyết truyền kì, khai thác yếu tố Phật pháp kết hợp phong cách võ hiệp du hành. Cũng như dòng tiểu thuyết Á Đông truyền thống, tác phẩm Ưu Đàm Hoa ít phân biệt giữa văn và thơ, mà thường để hòa quyện cho nội dung thêm mượt mà. Giọng điệu lúc kiêu kì hùng vĩ khi hãi hùng hồi hộp trong các cuộc võ công, khi tinh khôn trong các cuộc đấu trí chánh tà, lúc khoái lạc trong các câu thoại hóm hỉnh.
Bối cảnh chính tiểu thuyết Ưu Đàm Hoa là miền Giang Nam huyễn mộng ở trung đại với vô vàn võ phái và cá nhân tranh đoạt lẫn nhau hoặc đôi khi có duyên nợ từ lâu. Nhìn chung, tiếp thu ảnh hưởng của thi pháp Kim Dung, nhưng cũng phải kể đến sự bổ sung tích cực các tác phẩm thi phú cổ điển.
Số phận nhân vật Nam Cung Giao trong Tiếu ngạo Trung Hoa được độc giả nhận định là biểu hiện tương đối rõ cuộc đời tác giả thuở hàn vi.
1. Bích Nhãn thần quân (碧眼神君)
2. Tình ma (鬼情)
3. Tuyết Hồ công tử (雪湖公子)
4. Kim Giáp môn (金甲門)
5. Du Già đại pháp (瑜伽大法)
6. Ngư Trường kiếm (魚腸劍)
7. Bàn Long đao (盤龍刀)
8. Tiếu ngạo Trung Hoa (笑傲中華)
9. Nga Mi kiếm khách (峨眉劍客)
10. Giang Nam oán lục (江南怨錄)
11. Giang hồ mộng kí (江湖夢記)
12. Tần Nhương Thư (秦穰苴)
13. Võ lâm u linh kí (武林幽靈記)
14. Bạch nhật quỷ hồn (白日鬼魂)
15. Hắc bạch hương hồ kí (黑白香狐記)
16. Trang Tử tam kiếm (莊子三劍)
17. Sơn quỷ (山鬼)
18. Âu Dương Chính Lan (歐陽正蘭)
19. Bạch Hổ tinh quân (白虎星君)
20. Ta Bà phong vân kí (娑婆風雲記)

## Liên kết
1. ↑  Sinh bình Ưu Đàm Hoa 1
2. ↑  Tác phẩm Ưu Đàm Hoa
3. ↑  Về Ưu Đàm Hoa
4. ↑  Danh sách tác phẩm Ưu Đàm Hoa